# Membre du Parlement (Royaume-Uni)
Au Royaume-Uni, un « membre du Parlement » est le titre attribué à l’élu qui siège à la Chambre des communes, la chambre basse du Parlement britannique.
En français, cet anglicisme prête à confusion puisque les membres de la Chambre des lords sont des membres du Parlement mais ne sont pas des MPs. Le Bureau de la traduction du gouvernement du Canada le décrit comme « un anglicisme graphique qu’on doit remplacer par député ou députée », et le Larousse préconise également l'usage en français du mot « député » pour traduire « Member of Parliament ».
Chaque électeur britannique est représenté par un député (« membre du Parlement ») désigné dans le cadre d’une circonscription lors d’un scrutin dit « général (en) » (general election) ou « partiel (en) » (by-election).

## Histoire
Le premier parlement (en) de l’histoire du Royaume-Uni de Grande-Bretagne et d’Irlande s'ouvre le 22 janvier 1801, mais son ancêtre, le Parlement d'Angleterre, remonte au XIIIe siècle. L'an 1801 correspond simplement à l'intégration de l'île d'Irlande dans l'État britannique, et donc à la représentation des Irlandais au Parlement.

## Mode d’élection
Les membres du Parlement sont élus selon le système du scrutin uninominal majoritaire à un tour (first-past-the-post voting system) dans chaque circonscription (constituency) du Royaume-Uni où un seul représentant est élu.
Du point de vue de la répartition nationale :
- 533 sont élus en Angleterre ;
- 59 en Écosse ;
- 40 au pays de Galles ;
- et 18 en Irlande-du-Nord.

## Titre
Un député (MP) porte le préfixe de très honorable (The Right Honourable) suivi de son nom et de l’abréviation « MP » (pour Member of Parliament) lorsqu’il est membre du Conseil privé. Quand il n’y appartient pas, il porte le simple suffixe « MP » après son identité.

## Éligibilités
D’être éligible pour élection, on doit être au moins 18 ans et un citoyen du Royaume-Uni, d’Irlande, ou d’un autre pays du Commonwealth. Selon le House of Commons Disqualification Act 1975 (en), les membres du service civile, les policiers (sauf les constables spéciaux), les membres des forces armées et quelques juges sont disqualifiés d'être députés.

## Mandat
La durée de mandat d’un député a été établie à 5 ans en l’absence de dissolution de la chambre au cours de la législature. Depuis le Fixed-term Parliaments Act 2011, les élections sont à date fixe, impliquant que la Chambre des communes est dissoute automatiquement 25 jours ouvrés avant la date de l’élection suivante depuis le scrutin du 7 mai 2015. La date d’une élection générale ordinaire se tient donc le premier jeudi du mois de mai tous les 5 ans.
Un député n'a pas le droit de démissionner (en) du fait d'une interdiction qui remonte au XVIIe siècle. La fonction de député est par contre incompatible avec une fonction rémunéré au sein de l'exécutif (« office of profit under the Crow »). Pour contourner l'interdiction, le député démissionnaire est ainsi nommé « Steward and Bailiff des Chiltern Hundreds ou « Steward and Bailiff du manoir de Northstead », des sinécures non-rémunérées , maintenues à titre de fiction juridique afin de faire perdre son siège au député.

## Élections
Tous les postes de députés deviennent simultanément vacants pour les élections qui se tiennent tous les cinq ans. Si une vacance survient à un autre moment, en raison de mort en cours de mandat ou de démission, une élection partielle (by-election) se tient dans la circonscription où le poste de représentant est vacant.